# Vasile Belous
Vasile Belous (Ocnița, URSS, 27 de agosto de 1988-Calarașovca, 31 de agosto de 2021) fue un deportista moldavo que compitió en boxeo. Ganó una medalla de bronce en el Campeonato Europeo de Boxeo Aficionado de 2017, en el peso wélter.
Falleció a los 33 años en un accidente vial al perder el control de su automóvil.

## Palmarés internacional
| Campeonato Europeo | Campeonato Europeo | Campeonato Europeo | Campeonato Europeo |
| Año                | Lugar              | Medalla            | Categoría          |
| ------------------ | ------------------ | ------------------ | ------------------ |
| 2017               | Járkov (Ucrania)   | Medalla de bronce  | 69 kg              |